# Boeing XP-9
Boeing XP-9 (tên gọi trong công ty Model 96) là mẫu máy bay tiêm kích một tầng cánh đầu tiên được công ty Boeing sản xuất. Nó kết hợp những cấu trúc cải tiến có ảnh hưởng đến những thiết kế của Boeing sau này. Mẫu thử nghiệm duy nhất không thỏa mãn các đặc tính về tầm nhìn của phi công dẫn đến dự án bị hủy bỏ.

## Thiết kế và phát triển
XP-9 được thiết kế vào năm 1928 nhằm đáp ứng yêu cầu của Lục quân Mỹ về một mẫu máy bay tiêm kích một tầng cánh. Thiết kế của nó đã trở thành một tiêu chuẩn cho những máy bay tương lai. Boeing sử dụng các tính năng cấu trúc của XP-9 trong loại tiêm kích hai tầng cánh P-12, khi biến thể P-12E kết hợp một cấu trúc thân kim loại nửa vỏ cứng liền tương tự như XP-9. Cách bố trí bánh đáp của P-12C đã được thử nghiệm trên XP-9 trước và sau đó đưa vào áp dụng cho các mẫu sản xuất.

## Lịch sử hoạt động
Nguyên mẫu XP-9, có số hiệu A 028-386, thực hiện chuyến bay đầu tiên vào ngày 18 tháng 11-1930. Nó có số liệu thống kê ấn tượng bản ghi đặc điểm kỹ thuật, nhưng người nhanh chóng nhận ra rằng nó có dây chằng cánh lớn (6 ft), dây chằng được gắn trực tiếp vào thân ở phía trước của phi công, do đó tầm nhìn đã bị hạn chế rát nhiều gây ra nguy hiểm khi hạ cánh. Phi công thử nghiệm tại Trung tâm thử nghiệm lục quân ở Căn cứ Wright nhậm thấy độ không ổn định của XP-9 cần phải khắc phục sửa chữa, nên yêu cần tăng kích cỡ của đuôi đứng. Một thiết kế đuôi đứng lớn với bề mặt là kim loại đã được đưa vào thử nghiệm, nhưng không cải thiện hiệu quả một chút nào, và điều này đã được sửa lại trên XP-15, nhằm bổ sung kiến thức về khung máy bay để hoàn thiện trong tháng 8-1931, chỉ sau 15 giờ bay thử nghiệm.

## Các phiên bản
Model 96, XP-91 chiếc
Y1P-9tùy chọn cho các máy bay thử nghiệm sử dụng P-12D, không được thực hiện
XP-15XP-9 đổi tên sau khi sửa lại cánh đuôi đứng

## Quốc gia sử dụng (dự định)
United States
- Lục quân Hoa Kỳ

## Thông số kỹ thuật (Boeing XP-9)
Dữ liệu "The Complete Encyclopedia of World Aircraft" 

### Đặc điểm riêng
- Tổ lái: 1
- Chiều dài: 25 ft 1.75 in (7.66 m)
- Sải cánh: 36 ft 6 in (11.13 m)
- Chiều cao: 7 ft 10.25 in (3 m)
- Diện tích cánh: 210 ft2 (19.51 m2)
- Trọng lượng rỗng: 2.669 lb (1.211 kg)
- Trọng lượng cất cánh:
- Trọng lượng cất cánh tối đa: 3.623 lb (1.643 kg)
- Động cơ: 1 Curtiss SV-1570-15 Conqueror, 600 hp (448 kW)

### Hiệu suất bay
- Vận tốc cực đại: 185 knots (213 mph, 343 km/h)
- Vận tốc hành trình: 156.4 knots (180 mph, 290 km/h)
- Tầm bay: 369 hải lý (425 mi, 684 km)
- Trần bay: 26.800 ft (8.170 m)
- Vận tốc lên cao: 1.560 ft/min (7.9 m/s)
- Lực nâng của cánh:
- Lực đẩy/trọng lượng:

### Vũ khí
- 2 súng máy, 1 khẩu.30 (7.62mm) và 1 khẩu.50 (12.7mm),
- 125 lb bom